# Patcharapa Chaichua
Patcharapa Chaichua taj. พัชราภา ไชยเชื้อ (ur. 5 grudnia 1978 w Bangkoku) – tajska aktorka, modelka oraz prezenterka. Znana jest również pod pseudonimem Aum taj. อั้ม.
Wcześniej jej imię brzmiało Khaimuk, ale później zostało zmienione na Patcharapa. Do show-biznesu wkroczyła w 1997 roku, kiedy wygrała konkurs piękności i talentów HACKS.

## Wizerunek
Niezależnie od jej ról w lakornach, Aum zawsze była kojarzona z wizerunkiem seksownej i pewnej siebie bohaterki. Była gospodarzem różnych wydarzeń i gościła na okładkach różnych prestiżowych magazynów, w tym modowych sesji zdjęciowych. Durex okrzyknął ją „Super Seksowną Dziewczyną”, a Siam Entertainment „Najseksowniejszą Dziewczyną Roku”. Na przestrzeni lat magazyn FHM przyznał jej nagrody „Najseksowniejszej Kobiety” (The Sexiest Woman) i „Najseksowniejszej Kobiety Wszech Czasów w Tajlandii” (Sexiest Forever in Thailand), ale w 2012 roku ogłosiła, że nie będzie już ubiegać się o te nagrody. Media i Tajskie Stowarzyszenie Dziennikarzy Rozrywkowych nadały jej przydomek „Emerytowanej Gwiazdy”.
Jest również idealną prezenterką dla marek zajmujących się sprzedażą kosmetyków. Wiele marek korzysta z usług Aum ze względu na jej zdolność docierania do „mas” i przyciągania uwagi każdej grupy konsumentów w kraju.
Ponadto została doceniona przez media jako filantropka. Została sklasyfikowana w ankiecie „Thailand People’s Chart” jako celebrytka, którą Tajowie podziwiają, ponieważ dobrowolnie pomaga innym. Prowadzi również Instagram, na którym pomaga zagubionym zwierzętom.
Jako aktorka brała udział w wielu sondażach popularności. Jest pierwszą aktorką, która znalazła się na szczycie 16 plebiscytów przez dziewięć kolejnych lat, w tym w takich publikacjach jak Thairath w kategorii „Najseksowniejsza”, a także zajęła pierwsze miejsce w publicznej ankiecie „Thailand people’s Chart” wśród Tajów w całym kraju na „Najbardziej Wpływową Osobę Dekady”.

## Filmografia

### Lakorny
Wszystkie były transmitowane w BBTV channel 7
| Rok  | Tytuł                                  | Rola                                    |
| ---- | -------------------------------------- | --------------------------------------- |
| 1997 | Manee Neua Thai                        | Ploy Phailin                            |
| 1998 | E-Sa                                   | Chai-Sawang                             |
| 1998 | Chor-Fun-Pa Nun Ruk                    | Chauwn-Fun                              |
| 1998 | Ku-Kuey-Koo-Kuwan                      | Pan Chewa (Pan)                         |
| 1999 | Look Wha                               | Look Wha                                |
| 1999 | Ruk Song Pop                           | KuSuMa                                  |
| 1999 | Pup Plung See Chompoo                  | Lily                                    |
| 1999 | Mae Nak                                | Mae Nak                                 |
| 2000 | Mor Ra Sum Hang Chee Wit               | Pha Su Nee                              |
| 2000 | Rak Na Ka ra                           | Man Mueng                               |
| 2001 | Kom Pha Ya Bath                        | Pia                                     |
| 2001 | Petch Tud Petch                        | Pai Luh                                 |
| 2002 | Tun Kammathep                          | Anoma                                   |
| 2002 | Jit Sung Harn                          | Karima Voranun (Cream)                  |
| 2002 | Jara Chon Yod Rak                      | Orranee                                 |
| 2003 | Kammathep Tua Noi                      | Muthita                                 |
| 2003 | So Sanaeha                             | Pralee                                  |
| 2003 | Derm Pun Woon Wiwa                     | Plengpin Ratanasirin                    |
| 2004 | 7 Pha Gran                             | Lum Doaun                               |
| 2004 | Pha Mai                                | Lenu Nuoan                              |
| 2004 | Nang Sao jing jai Kub Nai San Dee      | Miss Jingjai                            |
| 2005 | Chaloey Barb                           | Methinee                                |
| 2005 | Plueng Payu                            | Dr.Parichat                             |
| 2005 | HemmaRaj                               | Kajarin                                 |
| 2005 | Song Sanaeha                           | Dearnyard / Philardluk                  |
| 2006 | Sai Luerd Haeng Rak                    | Alin                                    |
| 2006 | Pin Mook                               | Pinmook                                 |
| 2006 | Rang Rit Pit Sa Wad                    | Phar Wa                                 |
| 2007 | Bub Peh Leh Ruk                        |                                         |
| 2008 | Yey Fha Tha Din                        | Ticha                                   |
| 2009 | Mia Luang                              |                                         |
| 2009 | Jaew Jai Rai Kub Chai Taewada          | Jaew                                    |
| 2009 | Kularb Nuea Mek                        | Airin                                   |
| 2010 | Prajun La Payak                        | Junchai                                 |
| 2011 | Ku Kaen San Ruk (คู่แค้นแสนรัก)            | Ingdao Naowarat / Daopradub Tubjakrawan |
| 2011 | Nai Roy Ruk (ในรอยรัก)                  | Maanmuslin                              |
| 2012 | Ubatihet (อุบัติเหตุ)                      | Wisani                                  |
| 2014 | Prao (พราว)                            | Prao & Min (bliźniaczki)                |
| 2017 | Plerng Phra Nang (เพลิงพระนาง)          |                                         |
| 2020 | Jark Sadtroo Soo Hua Jai (จากศัตรูสู่หัวใจ) | Sophita                                 |
| 2023 | Lom Phat Phan Dao (ลมพัดผ่านดาว)         | Daracha                                 |

### Filmy
| Rok  | Tytuł                               | Rola   |
| ---- | ----------------------------------- | ------ |
| 2003 | Fake                                | Bwina  |
| 2007 | Ghost Child                         | Nantha |
| 2010 | Ghost Mother                        | Rati   |
| 2011 | 30 Kam Lung Jaew                    | Ja     |
| 2015 | Single Lady (ซิงเกิลเลดี้ เพราะเคยมีแฟน) | Bright |